# Вірхініо Касерес
Вірхініо Касерес (ісп. Virginio Cáceres, нар. 21 травня 1962, Ітакурубі-дель-Росаріо) — парагвайський футболіст, що грав на позиції захисника за клуби «Гуарані» та «Олімпія», а також за національну збірну Парагваю.

## Клубна кар'єра
У дорослому футболі дебютував 1984 року виступами за команду «Гуарані» (Асунсьйон), в якій провів шість сезонів. 1984 року став у її складі чемпіоном Парагваю.
1990 року перейшов до «Олімпії» (Асунсьйон), за яку відіграв 13 сезонів. За цей час ще шість разів вигравав парагвайську футбольну першість, ставав володарем Кубка Лібертадорес і Рекопи Південної Америки. Завершив професійну кар'єру футболіста виступами «Олімпію» у 2002 році.

## Виступи за збірну
1985 року дебютував в офіційних матчах у складі національної збірної Парагваю.
У складі збірної був учасником чемпіонату світу 1986 року в Мексиці, розіграшу Кубка Америки 1987 року в Аргентині, та розіграшу Кубка Америки 1989 року в Бразилії.
Загалом протягом п'ятирічної кар'єри у національній команді провів у її формі 45 матчів, забивши 2 голи.

## Титули і досягнення
- Чемпіон Парагваю (7):

«Гуарані» (Асунсьйон): 1984
«Олімпія» (Асунсьйон): 1993, 1995, 1997, 1998, 1999, 2000
- Володар Кубка Лібертадорес (1):

«Олімпія» (Асунсьйон): 2002
- Переможець Рекопи Південної Америки (1):

«Олімпія» (Асунсьйон): 1991